# Betta livida
Betta livida är en fiskart som beskrevs av Ng och Maurice Kottelat 1992. Betta livida ingår i släktet Betta och familjen Osphronemidae. IUCN kategoriserar arten globalt som starkt hotad. Inga underarter finns listade.